# پال، آندورا
پال، آندورا (به لاتین: Pal, Andorra) یک فهرست شهرهای آندورا در آندورا با جمعیت ۲۰۲ نفر است که در لا ماسانا واقع شده‌است.